# Tercer Mundo
Tercer Mundo é um filme co-produzido por Argentina e Brasil, com direção de Ángel Acciaresi e estrelado por Jardel Filho e José María Langlais.
Filmado no Brasil e na Argentina no ano de 1961, foi lançado somente em 2 de agosto de 1973. Durante o longo tempo de produção, o projeto recebeu nomes provisórios, como "Pedro y Pablo" e "Lucharon sin armas". A língua adotada do filme foi o espanhol, mesmo nas cenas rodadas na cidade do Rio de Janeiro.
A música do filme foi produzida por Luiz Bonfá.

## Sinopse
Dois jovens padres realizam sua missão em uma favela dos morros cariocas no Brasil. No começo eles acham difícil e perigoso, devido à agressividade do povo. Mas lentamente e com métodos pouco ortodoxos, eles ganharão a confiança do marginal. 

## Elenco
- Jardel Filho
- José María Langlais
- Elida Gay Palmer
- Juan Carlos Palma
- Pedro Aleandro
- Jece Valadão
- Sadi Cabral
- João Carlos Barroso[5]